# Episodi di Heroes (terza stagione)

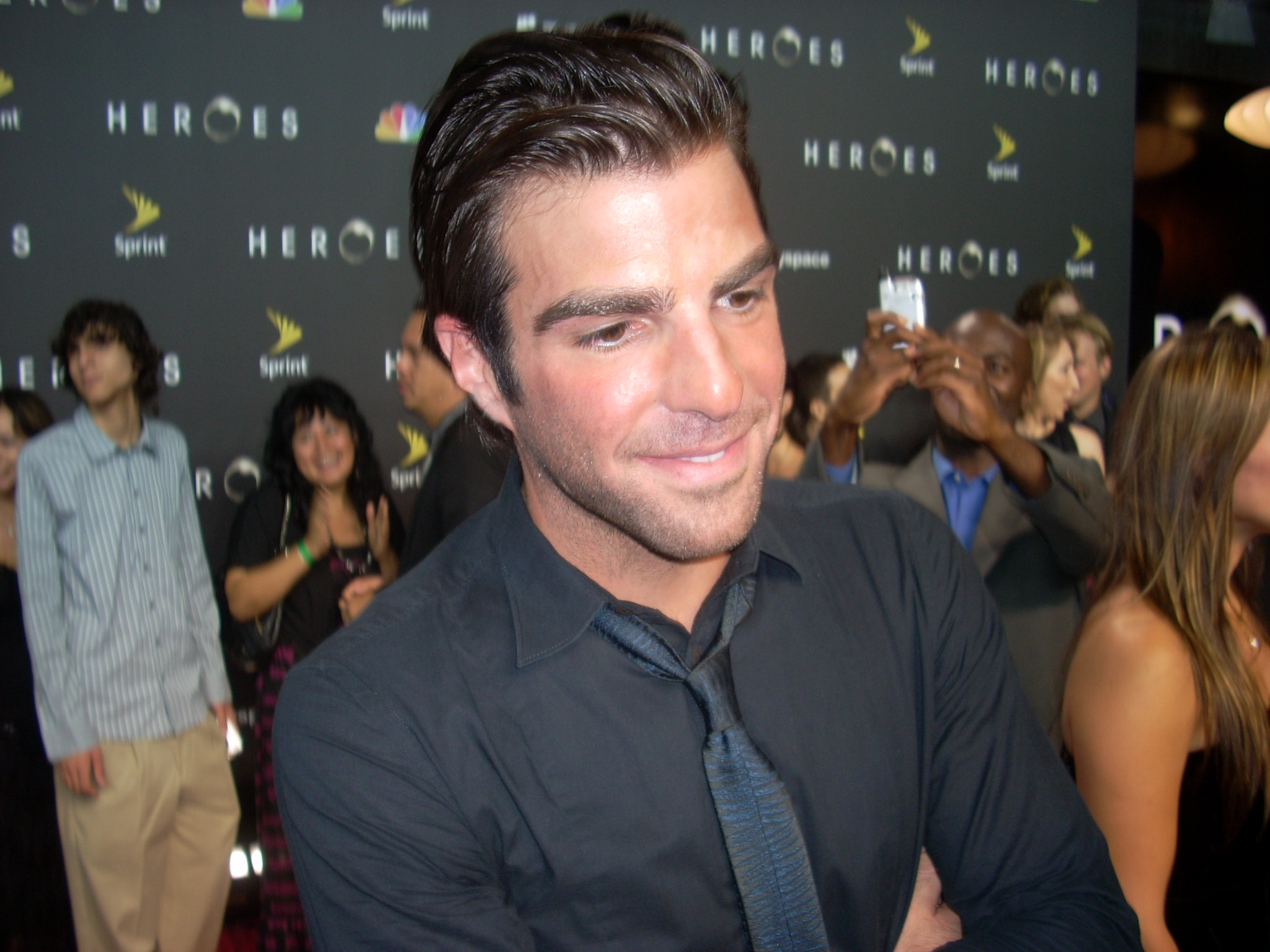
Zachary Quinto (Sylar) alla festa di Los Angeles

La terza stagione della serie televisiva Heroes è stata trasmessa negli Stati Uniti dalla NBC dal 22 settembre 2008 al 27 aprile 2009 ed è composta da 25 episodi, suddivisi in 2 volumi: i primi 13 episodi compongono il terzo volume della serie, intitolato Criminali (Villains nella versione originale); gli ultimi 12 episodi compongono il IV volume della serie, intitolato Fuggitivi (in origine Fugitives).
Per promuovere la terza stagione, la NBC ha organizzato un evento speciale a Los Angeles esattamente un'ora prima della messa in onda del primo episodio. Nello speciale conto alla rovescia di un'ora erano presenti tutti i principali personaggi della serie, sono state mostrate immagini in anteprima della terza stagione ed è stato fatto un riassunto delle precedenti stagioni.
In Italia, la terza stagione è stata trasmessa in prima visione assoluta dal 1º maggio 2009 al 21 agosto 2009, ogni venerdì alle ore 21:00, su Steel, canale pay della piattaforma Mediaset Premium.
La versione DVD è uscita negli Stati Uniti il 1º settembre 2009 e in Europa il 12 ottobre 2009. In Italia è uscito il 17 novembre 2010.
Gli antagonisti principali della stagione sono Arthur Petrelli, Knox, Flint Gordon, Nathan Petrelli, Emile Danko e Sylar.
| nº | Titolo originale           | Titolo italiano            | Prima TV USA      | Prima TV Italia |
| -- | -------------------------- | -------------------------- | ----------------- | --------------- |
| 1  | The Second Coming          | Il secondo avvento         | 22 settembre 2008 | 1º maggio 2009  |
| 2  | The Butterfly Effect       | L'effetto farfalla         | 22 settembre 2008 | 8 maggio 2009   |
| 3  | One of Us, One of Them     | Uno di noi, uno di loro    | 29 settembre 2008 | 15 maggio 2009  |
| 4  | I Am Become Death          | Io sono diventato la morte | 6 ottobre 2008    | 22 maggio 2009  |
| 5  | Angels and Monsters        | Angeli e mostri            | 13 ottobre 2008   | 29 maggio 2009  |
| 6  | Dying of the Light         | Luce morente               | 20 ottobre 2008   | 5 giugno 2009   |
| 7  | Eris Quod sum              | Sarai ciò che sono         | 27 ottobre 2008   | 12 giugno 2009  |
| 8  | Villains                   | Criminali                  | 10 novembre 2008  | 19 giugno 2009  |
| 9  | It's Coming                | Sta arrivando              | 17 novembre 2008  | 26 giugno 2009  |
| 10 | The Eclipse - Part 1       | L'eclissi - Parte 1        | 24 novembre 2008  | 3 luglio 2009   |
| 11 | The Eclipse - Part 2       | L'eclissi - Parte 2        | 1º dicembre 2008  | 10 luglio 2009  |
| 12 | Our Father                 | Nostro padre               | 8 dicembre 2008   | 10 luglio 2009  |
| 13 | Dual                       | Dualità                    | 15 dicembre 2008  | 17 luglio 2009  |
| 14 | A Clear and Present Danger | Fuggitivi                  | 2 febbraio 2009   | 17 luglio 2009  |
| 15 | Trust and Blood            | Fiducia e sangue           | 9 febbraio 2009   | 24 luglio 2009  |
| 16 | Building 26                | Edificio 26                | 16 febbraio 2009  | 24 luglio 2009  |
| 17 | Cold Wars                  | Guerre fredde              | 23 febbraio 2009  | 31 luglio 2009  |
| 18 | Exposed                    | Smascherato                | 2 marzo 2009      | 31 luglio 2009  |
| 19 | Shades of Gray             | Vite incrociate            | 9 marzo 2009      | 7 agosto 2009   |
| 20 | Cold Snap                  | Tormenta                   | 23 marzo 2009     | 7 agosto 2009   |
| 21 | Into Asylum                | Nel rifugio                | 30 marzo 2009     | 14 agosto 2009  |
| 22 | Turn and Face the Strange  | A viso aperto              | 6 aprile 2009     | 14 agosto 2009  |
| 23 | 1961                       | 1961                       | 13 aprile 2009    | 21 agosto 2009  |
| 24 | I am Sylar                 | Sono Sylar                 | 20 aprile 2009    | 21 agosto 2009  |
| 25 | An Invisible Thread        | Il filo invisibile         | 27 aprile 2009    | 21 agosto 2009  |

## Il secondo avvento
- Titolo originale: The Second Coming
- Diretto da: Allan Arkush
- Scritto da: Tim Kring

### Trama
Quattro anni nel futuro Peter, con la cicatrice in volto, arriva in un rifugio e Claire lo minaccia con una pistola: il ragazzo tenta di convincere la nipote a non ucciderlo ma la ragazza spara comunque; Peter ferma quindi il tempo salvandosi, per poi tornare nel passato e uccidere il fratello prima che rivelasse i suoi poteri durante la conferenza stampa, così da evitare il catastrofico futuro dal quale proviene, riuscendo poi a sfuggire sia a Matt che alla sua controparte del presente. Nathan viene dichiarato morto all'ospedale ma subito dopo si risveglia mentre Hiro, succeduto al padre nella direzione dell'impresa di famiglia, riceve un DVD registrato dal genitore. Sylar raggiunge a casa sua Claire mentre Mohinder capisce che è l'adrenalina a scatenare i poteri dei soggetti che ne sono dotati. Hiro guarda il video lasciatogli da Kaito e scopre, nella cassaforte del genitore, una parte di una formula chimica che Kaito gli dice di custodire con la vita: non appena Hiro la prende in mano, tuttavia, essa gli viene rubata da una ragazza dotata della super-velocità. Il Peter del futuro, trasformandosi in quello del presente, fa sparire Matt, che lo aveva scoperto, per poi tentare di uccidere di nuovo Nathan, che ha raggiunto una chiesa e non ha più intenzione di rivelare il suo segreto. Mohinder scopre che le secrezioni surrenali dei soggetti con poteri possono dotare di abilità speciali chiunque vi entri in contatto mentre Sylar, dopo aver messo le mani su alcuni fascicoli di Noah, ottiene il potere di Claire; analizzato il suo cervello e acquisita la sua facoltà rigenerativa, Sylar le permette di curarsi, dicendole che, anche volendo, non può ucciderla, perché il suo cervello è diverso da quello di tutti gli altri. Non appena Peter lascia la sua stanza, Nathan viene avvicinato da Linderman, autore della sua guarigione prodigiosa, mentre Tracy, una donna identica a Niki, vede in televisione le dichiarazioni dell'ex deputato. Matt si risveglia nel deserto mentre Hiro, per capire se la formula rappresenta davvero un pericolo, viaggia nel futuro, vedendo Ando che sconfigge la sua controparte grazie a dei poteri e decidendo, una volta tornato nel presente, di ritrovare la formula. Mohinder si inietta il siero e sviene mentre Angela riconosce il Peter del futuro dicendogli che col suo operato ha vanificato tutto il loro operato. Un prigioniero dell'Impresa, vicino di cella di Noah, grida disperato di essere Peter Petrelli, mentre Mohinder si risveglia e sembra aver acquisito una forza sovrumana, vedendo poi in un edificio lo stesso disegno che scorge Matt su una roccia nel deserto.
- Altri interpreti: Malcolm McDowell (Daniel Linderman), Brea Grant (Daphne Millbrook), Bruce Boxleitner (Governatore Robert Malden), Francis Capra (Jesse Murphy).
- Curiosità: Angela Petrelli rivela, parlando con il Peter del futuro, che il suo potere è sognare eventi futuri e che questo è il primo potere mai copiato da Peter.

## L'effetto farfalla
- Titolo originale: The Butterfly Effect
- Diretto da: Greg Beeman
- Scritto da: Tim Kring

### Trama
Claire, parlando con la madre dell'attacco di Sylar, scopre che non prova più nemmeno dolore per le ferite riportate mentre Angela sogna la morte di Peter e gli altri per mano di Adam, Niki, Maury e un altro soggetto; la donna si reca quindi dal Peter del futuro parlandogli del pericolo in cui si trova Claire. Maya va a trovare Mohinder: questi le mostra i poteri che ha sviluppato grazie al siero e i due dopo hanno un rapporto sessuale. Matt continua a vagare nel deserto mentre Bob ed Elle continuano a monitorare Sylar. Hiro ed Ando, grazie ai detective privati assoldati dal primo, scoprono che la ragazza che ha rubato la formula si chiama Daphne Willbrook e vive a Parigi mentre la donna identica a Niki, Tracy Strauss, convince il governatore Malden a nominare Nathan senatore per poi venire raggiunta da un giornalista che le mostra le foto del sito di Niki. Il Peter del futuro raggiunge Claire: la ragazza gli racconta che Sylar ha copiato il suo potere ma il ragazzo le dice di non poterla aiutare. Tracy raggiunge Nathan: questi inizialmente la scambia per Niki, ma la donna, dopo avergli detto chi è, gli consegna l'offerta del governatore, per poi cacciare Linderman, che lo spinge ad accettare. Elle scopre il cadavere del padre e, vedendolo privo del cervello, capisce che Sylar è arrivato; la ragazza libera quindi Noah, ma il killer li attacca: Elle, grazie al suo potere, riesce a fermarlo, ma i detenuti dell'Impresa, tra cui il ragazzo che dice di essere Peter, riescono a fuggire. Hiro, nell'appartamento di Daphne, rivela ad Ando il comportamento del suo alter ego del futuro ed escogita un piano per fermarla mentre il Peter del futuro rivela tutto al fratello; questi telefona a Tracy, dicendole che accetta a patto che lei entri nel suo staff, la quale subito dopo uccide inavvertitamente il giornalista che voleva pubblicare le foto di Niki congelandolo. Angela arriva all'Impresa dicendo ad Elle di essere la sostituta di suo padre a capo dell'organizzazione per poi silurarla, mentre Hiro e Ando, dopo non essere riusciti ad impedire che Daphne fuggisse di nuovo con la formula, la trovano mentre cerca l'altra metà della stessa in Germania. Mohinder scopre degli strani effetti collaterali mentre Matt incontra un uomo, che gli dice che si trova in Africa e che ha dipinto lui la roccia che ha visto, e inoltre che il poliziotto è lì per compiere il suo "cammino dello spirito". Nathan scopre che solo lui può vedere Linderman, mentre Noah mostra a Claire gli evasi dall'Impresa; la ragazza si offre quindi di aiutarlo a ricatturarli, ma Noah affida lei e la sua famiglia a Meredith, la madre naturale di Claire. Il Peter del futuro arriva all'Impresa e rivela alla madre che il Peter del presente è intrappolato dentro uno degli evasi; la donna successivamente libera Sylar, dicendogli di essere sua madre.
- Altri interpreti: William Katt (giornalista), Ntare Mwine (Usutu), Jessalyn Gilsig (Meredith Gordon), Jaime Hector (Knox), Ken Lally (Il Tedesco), Blake Shields (Flint Gordon).
- Curiosità: L'espressione "effetto farfalla" deriva da un racconto dello scrittore Ray Bradbury dal titolo Rumore di tuono, pubblicato nel 1952. Nel racconto si immagina che nel futuro, grazie ad una macchina del tempo, vengano organizzati dei safari temporali per turisti. È inoltre il titolo di un film con protagonista Ashton Kutcher, che era capace di viaggiare nel tempo e modificare gli eventi.

## Uno di noi, uno di loro
- Titolo originale: One of Us, One of Them
- Diretto da: Sergio Mimica-Gezzan
- Scritto da: Joe Pokaski

### Trama
Angela rivela a Sylar di essere sua madre e di averlo dato in adozione per poi liberarlo, mentre Nathan comunica al Peter del futuro il messaggio lasciatogli dal Peter del presente la sera prima. Questi, assieme agli altri evasi, compie una rapina in banca mentre Noah, tornato all'Impresa, dice ad Angela che rimarrà solo fino a che non avrà ricatturato tutti gli evasi, per poi scoprire che il suo partner è Sylar. Hiro e Ando raggiungono Daphne a Berlino prima che questa ottenga la seconda metà della formula: i due scoprono che i loro poteri non funzionano, e i due giapponesi vedono l'Haitiano con una valigetta in mano. Meredith propone a Claire di insegnarle a combattere e la ragazza accetta, mentre Tracy decide di andare a New Orleans per scoprire qualcosa su Niki. Knox uccide il Tedesco mentre Matt scopre che l'uomo che lo ha trovato ha un potere non molto diverso da quello di Isaac. Angela incarica Noah e Sylar di recuperare i fuggitivi, Peter compreso, mentre Hiro e Ando seguono l'Haitiano. Knox scopre che Jesse è in realtà Peter mentre Tracy, arrivata a New Orleans, trova Micah e, grazie ai poteri di questi, scopre il nome del medico che fece nascere lei e Niki. Hiro e Ando riescono a recuperare la formula dall'Haitiano: Daphne ne approfitta grazie ai suoi poteri, per poi andarsene prima che l'uomo fermi anche lei dopo i due giapponesi. Noah riesce a far liberare gli ostaggi mentre Peter, usando il potere di Jesse, sconfigge Flint e Knox: in quel momento appare la sua controparte del futuro, che lo libera dal corpo di Jesse e lo porta nel futuro. Sylar salva Noah da Knox e Jesse mentre l'uomo uccide Flint; il killer, poi, uccide Jesse ottenendone il potere mentre Knox riesce a scappare. Tracy arriva dal dottor Zimmerman, che dice di averla creata lui, mentre Matt cade nello stesso stato di trance di Isaac e dell'uomo africano. Noah, all'Impresa, incarcera Hiro, Ando e Flint, dicendo poi all'Haitiano che, una volta scoperto il suo punto debole, ucciderà Sylar. 
- Altri interpreti: Ronald Guttman (Dott. Jonas Zimmerman).
- Curiosità: la donna che consegna la formula all'Haitiano è Olga Sosnovska, nella vita reale moglie di Sendhil Ramamurthy, interprete di Mohinder.

## Io sono diventato la morte
- Titolo originale: I Am Become Death
- Diretto da: Adam Kane
- Scritto da: Aron Eli Coleite

### Trama
Il dottor Zimmerman rivela a Tracy che lei, assieme alle due sorelle gemelle Jessica e Niki, sono state sottoposte a degli esperimenti di manipolazione genetica per dotarle di poteri mentre i due Peter giungono nella New York di quattro anni nel futuro: qui ormai chiunque può avere dei poteri facendosi iniettare la formula ideata da Mohinder e il Peter del futuro indirizza da Sylar la sua controparte, venendo poi ucciso da Claire, che poi si incontra con Daphne e Knox. Hiro e Ando litigano a causa di ciò che ha visto il primo nel futuro mentre Linderman dice a Nathan di volerlo aiutare a diventare Presidente. Mohinder scopre degli effetti collaterali sempre più seri mentre Peter, sempre nel futuro, scopre dove si trova Sylar ascoltando i pensieri del Mohinder dell'epoca, che gli dice che la formula da lui realizzata era completamente sbagliata e che lo esorta a stare lontano dal killer. Sylar rivela a Peter che sono fratelli e che non intende dargli i suoi poteri a causa della "fame di poteri" che determinano mentre Daphne, che sta con Matt, scopre la posizione di Peter grazie a Molly. Sylar, dopo aver dipinto la fine del mondo, fa in modo che Peter ottenga i suoi poteri; subito dopo arrivano a casa loro Claire, Daphne e Knox: nasce quindi una colluttazione, durante la quale il figlio di Sylar muore, scatenando la rabbia dell'ex killer che esplode in una detonazione atomica. Hiro e Ando tentano di scappare ma l'Haitiano li scopre mentre le condizioni di Mohinder peggiorano. Tracy si dimette per poi tentare il suicidio, dal quale la salva Nathan seguendo il consiglio di Linderman; la donna gli mostra il suo potere e i due si baciano. Quattro anni nel futuro Nathan, divenuto Presidente e sposato con Tracy, dopo aver tenuto un discorso sul disastro provocato da Sylar va dal fratello, tenuto in ostaggio da Claire, che dopo avergli letto la mente lo ferisce e fugge. Nel presente Sylar, di nuovo incarcerato, viene attaccato da Peter riconoscendo in lui la "fame di poteri", mentre Matt vede la morte di Daphne nel futuro. Angela si incontra con Hiro e Ando e i due, incaricati di risolvere il mistero della formula, liberano Adam Monroe.

## Angeli e mostri
- Titolo originale: Angels and Monsters
- Diretto da: Anthony Hemingway
- Scritto da: Adam Armus e Kay Forster

### Trama
Nathan, dopo aver passato la notte con Tracy, vede di nuovo Linderman mentre Peter, pur di scoprire i segreti della madre, arriva a ferirla, venendo però fermato da Sylar, al quale poi Noah chiede aiuto per fermare un altro fuggitivo. Meredith si mette in cerca di Claire, che nel frattempo rintraccia uno degli evasi, un uomo capace di creare piccoli buchi neri, mentre Adam viene convinto da Hiro a collaborare. Linderman incarica Daphne di recuperare i fuggitivi mentre Mohinder dimostra segni sempre più gravi di instabilità. Claire, sentita la storia dell'uomo, decide di aiutarlo a ritrovare la sua famiglia, mentre Tracy confessa a Nathan gli omicidi compiuti e del dottor Zimmerman. Claire e l'evaso, Canfield, vengono raggiunti da Sylar e Noah; l'uomo riesce a fuggire grazie ai suoi poteri ma la ragazza, fidandosi del padre, gli dice dov'è diretto. Adam riesce ad allontanarsi da Hiro e Ando mentre Tracy e Nathan raggiungono Angela, che dice loro che Zimmerman è stato fondamentale nello sviluppo dei "poteri sintetici", come quelli di Tracy, le sue sorelle e Nathan stesso. Maya scopre i poteri di Mohinder e le sue vittime mentre Adam viene rapito da Knox. Angela spiega a Nathan che fu il padre a volere che questi ricevesse un potere, essendo sprovvisto di uno naturale, per poi chiedere al figlio e a Tracy di aiutarla, ma i due si rifiutano, dirigendosi poi da Mohinder. Noah e Claire raggiungono Canfield: il padre della ragazza gli chiede di uccidere Sylar in cambio della libertà ma l'uomo, deciso a non uccidere ancora, si fa inghiottire da uno dei suoi vortici. Daphne e Knox propongono ad Hiro e Ando di lavorare con loro: come prova della sua fedeltà Knox chiede ad Hiro di uccidere Ando e il giovane trafigge l'amico. Meredith si incontra con un uomo capace di farle fare ciò che vuole mentre Angela sogna il massacro della sua famiglia da parte di un uomo che conosce. Daphne viene incaricata da Linderman di portargli Matt; l'uomo, in realtà, è un'illusione di Maury, che subito dopo si incontra con un uomo al quale riferisce la situazione: si tratta del signor Petrelli, l'uomo che ha sognato Angela.
- Altri interpreti: Andre Royo (Stephen Canfield), David H. Lawrence XVII (Eric Doyle), Robert Forster (Arthur Petrelli), Ron Perkins (medico di Arthur).

## Luce morente
- Titolo originale: Dying of the Light
- Diretto da: Daniel Attias
- Scritto da: Chuck Kim e Christopher Zatta

### Trama
Hiro, usando i suoi poteri, riesce a simulare la morte di Ando e Daphne lo incarica di recuperare l'uomo che ha incontrato Matt in Africa. Eric Doyle, l'evaso raggiunto da Meredith, dimostra una passione sadica per la donna mentre Knox conduce Adam da Arthur Petrelli, il quale assorbe il suo potere uccidendolo e riacquistando la salute. Daphne e Matt si incontrano all'aeroporto mentre Tracy e Nathan arrivano da Mohinder. Matt racconta a Daphne il sogno che ha fatto in Africa e la ragazza gli crede mentre Mohinder narcotizza Nathan e Tracy. Daphne arriva all'Impresa e libera Sylar e Flint Gordon; l'ex killer libera quindi Peter per aiutarlo a salvare Angela. Ando e Hiro arrivano in Africa ma l'uomo li prende in contropiede mentre Sandra e Claire tentano di liberare Meredith. Daphne arriva da Mohinder e scopre le sue azioni dopo avergli proposto di lavorare per la Pinehearst, mentre Claire riesce a salvare Sandra e Meredith. Peter, leggendo nella mente della madre, scopre il simbolo della Pinehearst mentre Noah raggiunge le tre donne e propone a Meredith di lavorare con lui. Sylar tenta di impedire a Peter di andare alla Pinehearst ma questi lo sconfigge per poi rinchiuderlo di nuovo, mentre Tracy riesce a liberare sé stessa e Nathan, scatenando l'ira di Mohinder. Daphne torna da Matt e, nonostante le accorate richieste dell'uomo, non rimane con lui e se ne va. Hiro e Ando raggiungono l'uomo africano, che mostra loro il simbolo della Pinehearst, mentre Peter, giunto qui, incontra il padre, che gli ruba tutti i suoi poteri.

## Sarai ciò che sono
- Titolo originale: Eris Quod Sum
- Diretto da: Jeannot Szwarc
- Scritto da: Jesse Alexander

### Trama
Hiro accetta la sua missione mentre Mohinder scappa con Maya e Peter ha un acceso diverbio col padre. Elle arriva a casa Bennet e si dice malata mentre Mohinder, dopo aver portato Maya alla Pinehearst, si incontra con Arthur; questi ruba il potere della ragazza e chiede al genetista di aiutarlo a sperimentare la formula, che possiede per intero, e Mohinder accetta. Angela, grazie ai suoi poteri, riesce a spingere Sylar ad evadere per salvare Peter mentre Elle spiega a Claire che non controlla più il suo potere e di voler chiedere consiglio a Noah per sapere se fidarsi o meno della Pinehearst; le due ragazze decidono quindi di recarsi da sole all'organizzazione. Arthur ordina a Daphne di tornare da Matt e ucciderlo per poi ammazzare Maury. Daphne arriva a casa di Matt: la ragazza, sentendo il suo futuro, decide di non uccidere il poliziotto e questi, leggendole la mente, scopre la verità. Arthur porta Peter nel laboratorio di Mohinder per fargli fare da cavia per la nuova formula: il genetista, sentendo come sarà nel futuro, fa per iniettargli il siero, ma il ragazzo viene salvato da Sylar, che viene catturato da Arthur, riuscendo a fuggire. Noah e Meredith arrivano da Nathan e Tracy mentre Knox arriva a casa di Matt, ma l'uomo, con il suo potere, riesce a metterlo in fuga, per poi andare all'Impresa. Arthur dice a Sylar che Angela, dopo aver visto cosa sarebbe diventato col suo potere, tentò di ucciderlo mentre Maya dice addio a Mohinder. Sylar, deciso a rimanere fedele al padre Arthur, getta dalla finestra Peter, che viene salvato da Claire, mentre Elle, seppur dispiaciuta, decide di rimanere alla Pinehearst per liberarsi del suo potere. Daphne telefona ad Arthur dicendogli di aver convinto Matt di essere dalla sua parte mentre Claire e Peter si incontrano con Nathan e Tracy; questi allora si recano alla Pinehearst, mentre Hiro cade nello stesso stato di trance dell'uomo africano e di Matt.

## Criminali
- Titolo originale: Villains
- Diretto da: Allan Arkush
- Scritto da: Rob Fresco

### Trama
Diciotto mesi addietro, durante una festa, Arthur e Linderman discutono sull'indagine che Nathan sta conducendo, arrivando alla conclusione che se non desisterà deve essere ucciso. Sei mesi dopo Thompson sventa una rapina organizzata da Flint Gordon e la sorella Meredith mentre Elle salva da un tentativo di suicidio Sylar, che ha avvicinato per ordine di Noah. Thompson propone a Meredith di diventare un agente dell'Impresa e la donna accetta mentre Nathan rifiuta la proposta del padre di lasciar perdere le accuse contro Linderman, i cui uomini causano poi l'incidente in cui vengono coinvolti lui e Heidi. Thompson e Meredith catturano Danny Pine, un uomo capace di trasformare il suo corpo in metallo, mentre Noah ed Elle continuano a monitorare Sylar, recuperando la lista dei nomi del killer, mentre Arthur, usando un potere simile a quello di Maury, convince Angela della necessità che Nathan venga ucciso. Flint e Meredith fuggono ma vengono raggiunti da Thompson mentre Linderman, curando Angela, le fa recuperare i ricordi facendole tornare alla mente il piano del marito. Thompson dice a Meredith che Claire è ancora viva e la lascia andare via mentre Elle invita ad una cena con Sylar Trevor Zeitlan, un ragazzo sulla lista del killer col potere di far esplodere gli oggetti, su consiglio di Noah; Sylar, dopo aver scoperto i poteri di Elle, la caccia via rubando poi il potere di Trevor. Angela avvelena Arthur ma, prima di farlo sparire con l'aiuto dell'Haitiano, giunge nella loro casa Nathan; all'ospedale, l'uomo, ormai paralizzato, ordina al suo medico di dire ai suoi familiari che è morto. Hiro, nel presente, si sveglia dalla trance e comincia a dire ad Ando tutto ciò che ha visto: in quel momento i due, però, sentono un grido di Usutu, l'uomo africano, e dopo averne rinvenuto il cadavere decapitato Arthur immobilizza Hiro.
- Altri interpreti: Eric Roberts (Thompson), David Berman (Brian Davis), Franc Ross (Danny Pine), Jeff Staron (Trevor Zeitlan).

## Sta arrivando
- Titolo originale: It's Coming
- Diretto da: Greg Yaitanes
- Scritto da: Tim Kring

### Trama
Arthur scorge un dipinto di Usutu sull'eclissi e Ando ne approfitta per salvare Hiro: questi si teletrasporta con l'amico a Tokio, ma Ando scopre che il suo amico crede di avere dieci anni; Arthur ritorna da Sylar, dicendogli di sapere che è stato lui a salvare Peter dalla caduta in cui l'aveva gettato, per poi decidere di insegnargli ad apprendere i poteri altrui senza uccidere ma tramite l'empatia: la cavia prescelta è Elle. Peter e Claire riescono a sfuggire a Knox e Flint, notando un disegno sull'eclissi, mentre Arthur, parlando con Mohinder, scopre che l'elemento mancante nella formula è stato nascosto da Kaito. Matt e Daphne arrivano all'Impresa, trovando Angela e decidendo di aiutarla; la ragazza torna da Arthur, che gli ordina di continuare a controllare Matt. Peter confessa a Claire che non vuole che lo aiuti a causa di come sarà nel futuro ma la ragazza decide di continuare ad aiutarlo; Knox e Flint li raggiungono e rapiscono la ragazza, loro vero obbiettivo. Ando riesce a far recuperare a Hiro i suoi poteri mentre Matt entra nella mente di Angela per farla rinsavire. Nathan e Tracy incontrano Arthur mentre Sylar riesce a copiare il potere di Elle senza ucciderla. Peter salva Claire mentre Nathan decide di tornare alla Primatech dalla madre mandando Tracy a Washington; la donna, tuttavia, va da Arthur proponendogli di spingere Nathan a collaborare con lui. Matt, nella mente di Angela, viene ferito da Arthur, inizialmente sotto le spoglie di Daphne; la ragazza lo raggiunge e, confessandogli il suo amore, riesce a convincerlo della sua buona fede, mentre Arthur decide di liberare la moglie. Subito dopo i tre vengono raggiunti da Peter e Claire mentre Ando e Hiro, leggendo un numero del fumetto, scoprono una pagina che dice loro che l'eclissi sta arrivando. Angela e gli altri vengono raggiunti da Nathan; la donna spiega loro il terzo elemento della formula, il catalizzatore, e Claire, ripensando a cosa le disse Sylar dopo aver copiato il suo potere, capisce di avercelo lei. Arthur, infine, dipinge anche lui l'eclissi, rivelando che sta per verificarsi.

## L'eclissi - Parte 1
- Titolo originale: The Eclipse - Part 1
- Diretto da: Greg Beeman
- Scritto da: Aron Eli Coleite e Joe Pokaski

### Trama
Arthur affida a Sylar il compito di portargli Claire ed Elle si offre di accompagnarlo. Angela, dopo aver affidato a Nathan e Matt gli incarichi di recuperare rispettivamente l'Haitiano e Hiro, consegna Claire a Noah così che la protegga, mentre Peter convince il fratello a portarlo con sé. Arthur comunica a Mohinder che Claire è il catalizzatore e gli mostra i suoi disegni mentre Daphne e Matt vengono raggiunti da Ando e Hiro, con la speranza che il detective aiuti il giovane teleporta; l'uomo, tuttavia, non ci riesce, dato che Hiro pensa in giapponese, e Daphne, sopraffatta dalla situazione, se ne va, dopo che Matt legge parte dei suoi ricordi. Mohinder presenta dei sintomi sempre più gravi mentre Noah comincia ad addestrare Claire. Tracy, decisa a far diventare Nathan Presidente, obbedisce all'ordine di Arthur di andare alla base dei Marines di Perris Island per procurargli un esercito mentre Hiro, Ando e Matt raggiungono Daphne nella sua casa del Kansas, per poi assistere all'inizio dell'esclissi, che blocca i poteri di tutti i soggetti che ne sono dotati. Peter e Nathan hanno una discussione per poi essere raggiunti dall'Haitiano, mentre Noah e Claire vengono scovati da Elle e Sylar; la giovane, per proteggere il padre, viene ferita da Elle e poi portata a casa dal padre. Mohinder viene obbligato da Flint e Arthur a trovare un modo per far recuperare loro i poteri, mentre Hiro e Ando trovano l'ultimo numero del fumetto. L'Haitiano rivela a Nathan e Peter che è l'eclissi a fermare i loro poteri e che deve salvare il fratello, Samedi; i tre vengono poi raggiunti da un manipolo di mercenari inviati da Arthur, che rapiscono Nathan, guidati proprio da Samedi. Daphne mostra a Matt le sue condizioni senza poteri mentre Claire si aggrava; Sylar, nel frattempo, bacia Elle, ma i due vengono tenuti sotto tiro da Noah.
- Altri interpreti: Seth Green (ragazzo della fumetteria), Breckin Meyer (ragazzo della fumetteria), Demetrius Grosse (Baron Samedi).

## L'eclissi - Parte 2
- Titolo originale: The Eclipse - Part 2
- Diretto da: Holly Dale
- Scritto da: Joe Pokaski e Aron Coleite

### Trama
Peter convince l'Haitiano a salvare Nathan mentre Claire viene portata in ospedale. Noah raggiunge Sylar ed Elle dopo che questi hanno fatto l'amore e riesce a ferire la ragazza. L'Haitiano e Peter riescono a fermare Samedi mentre Hiro e Ando vengono raggiunti alla fumetteria da Matt. Peter e l'Haitiano liberano Nathan mentre Claire, all'ospedale, peggiora gravemente. Sylar, messa al sicuro Elle, comincia a lottare con Noah finendo per venire ucciso e anche Claire muore all'ospedale; terminata l'eclissi, tuttavia, la ragazza riacquista i suoi poteri, come tutti gli altri, e si risveglia. Daphne, grazie a Matt, saluta affettuosamente il padre mentre Peter viene salvato dagli uomini di Samedi da Nathan e l'Haitiano, che, riacquistati i poteri, uccide il fratello. Mohinder, sconfitto Flint, arriva a casa di Maya, ma quando si accorge che i suoi poteri sono tornati se ne va. Ando e i due ragazzi convincono Hiro a riprendere il suo cammino di eroe, dal quale il ragazzo si era allontanato spaventato dal futuro visto nei fumetti, e i quattro, sfogliando l'ultimo numero, scoprono che Hiro deve incontrarsi con Claire quel giorno. La ragazza e il padre hanno una discussione mentre vengono raggiunti da Elle e Sylar: Noah rivela al killer che i Petrelli non sono i suoi genitori, ma in quel momento arriva Hiro, che divide Sylar ed Elle per poi sparire con Claire. Matt e Daphne arrivano alla fumetteria e il ragazzo li indirizza dal fattorino cui Isaac ha consegnato l'ultimo numero del fumetto così da scoprire dove si trova Hiro. Nathan, colpito dalla situazione del villaggio in cui sono arrivati, si decide che dotare le persone meritevoli di poteri è l'unico modo per salvare il mondo per poi recarsi alla Pinehearst mentre Sylar ed Elle si ritrovano in una spiaggia, dove il killer, dopo aver detto alla ragazza di essere incorreggibile, si appresta ad ucciderla. Hiro e Claire arrivano infine nel passato, esattamente al momento in cui Kaito affidò la piccola Claire a Noah.

## Nostro padre
- Titolo originale: Our Father
- Diretto da: Jeannot Szwarc
- Scritto da: Adam Armus e Kay Foster

### Trama
Claire e Hiro scoprono che Kaito e la madre del giovane, Ishi, una donna capace di guarire gli altri esseri viventi, impiantarono nella ragazza il catalizzatore sebbene la donna volesse inserirlo nel figlio: i due quindi decidono di impedire che a Claire venga iniettata la sostanza e si danno appuntamento per la sera. Nel presente Sylar, che si trova a Costa Verde, distrugge il cadavere di Elle per poi rispondere alla chiamata di Arthur, dicendogli che ha scoperto la verità e che, entro poco tempo, verrà a prenderlo. Angela, Peter e l'Haitiano organizzano il piano per uccidere Arthur mentre questi, Nathan e Tracy si ritrovano alla Pinehearst e si mettono d'accordo sul futuro dell'organizzazione; la donna, quindi, mostra al senatore la squadriglia di Marines scelta per ottenere i poteri una volta completata la formula. Claire, sempre nel passato, incontra Sandra e la piccola sé stessa mentre Sylar raggiunge Sue Landers, una donna capace di capire se gli altri le mentono, uccidendo lei e i colleghi che entrano nel suo ufficio per farle gli auguri di compleanno. Matt, Ando e Daphne arrivano all'impresa di consegne in cui lavorava il fattorino cui Isaac ha dato le sue ultime bozze, mentre Claire riesce a convincere Noah a non riportare la piccola sé stessa all'Impresa per impedire che le venga iniettato il catalizzatore. Hiro confessa alla madre chi è e le chiede di usare i suoi poteri per fargli recuperare la memoria: la donna accetta e Hiro le chiede allora di dare a lui il catalizzatore anziché a Claire e la donna, dopo aver accettato anche questa richiesta, muore. Daphne, Matt e Ando mettono le mani sui disegni di Isaac, mentre Hiro e Claire decidono di tornare nel presente: in quel momento, tuttavia, arriva Arthur, che priva Hiro del catalizzatore e dei suoi poteri gettandolo poi dalla cima del palazzo per poi rimandare Claire nel presente con un messaggio per Angela, quello di arrendersi; il giapponese si salva aggrappandosi all'asta della bandiera, mentre Arthur torna alla Pinehearst e infonde il catalizzatore nella formula. Subito dopo che Mohinder inietta la nuova formula ad un Marine, Scott, Arthur viene raggiunto da Peter e l'Haitiano, ma il proiettile esploso dal giovane viene fermato da Sylar; questi chiede ad Arthur se sia suo padre e, scoperta la sua menzogna, lo uccide con il proiettile di Peter, mentre Scott, dopo una violenta reazione, sembra aver acquisito una forza sovrumana.
- Altri interpreti: Tamalyn Tomita (Ishi Nakamura), Elizabeth Ann Bennett (Sue Landers), Chad Faust (Scott), Sekai Murashige (Hiro da piccolo).

## Dualità
- Titolo originale: Dual
- Diretto da: Greg Beeman
- Scritto da: Jeph Loeb

### Trama
Nathan scopre la morte del padre e Peter, dopo avergli detto che non seguirà il progetto di cui ora è a capo lui, lo stende. Sylar, raggiunta l'Impresa, comunica a Noah, Claire, Meredith e Angela di aver ucciso Arthur mentre Daphne, dopo aver raggiunto assieme ad Ando e Matt il loft di Mohinder, si reca alla Pinehearst. Il genetista è in condizioni sempre più gravi e, prima di iniettarsi la nuova formula, viene fermato da Peter, che assieme a Knox e Flint comincia a distruggere tutti i sieri del composto; Knox uccide poi Scott mentre Daphne riporta a Matt e Ando una fiala della formula, che il giapponese si inietta. Hiro riesce a salvarsi e chiede aiuto al sé stesso del passato per ritrovare la formula, mentre Sylar propone a Claire di uccidere Angela per salvare Meredith e Noah, ma la ragazza rifiuta. Noah libera i detenuti dell'Impresa, mentre Ando scopre di aver ottenuto il potere di emettere scintille rosse. Sylar uccide i tre evasi per poi rinchiudere Meredith, che ha perso il controllo del suo potere a causa di una iniezione di adrenalina del killer, e Noah. Knox e Nathan cominciano a lottare, quando Tracy congela a morte il primo mentre Matt, Daphne e Ando scoprono che le scintille di quest'ultimo amplificano i poteri altrui, tanto che la ragazza riesce a viaggiare nel tempo. Claire, vedendo la situazione di sua madre e suo padre, corre ad aiutarli lasciando però Angela nelle mani di Sylar, mentre Nathan licenzia Tracy. Hiro trova la formula e, dopo averla strappata a metà, viene salvato dall'attacco di Kaito da Ando e Daphne; questa e Hiro, intenzionati a distruggere la formula, arrivano alla Pinhearst e si scontrano con Tracy, che l'ha appena trovata, riuscendo a recuperarla. Mohinder entra in contatto col siero e i suoi sintomi sembrano retrocedere mentre, Peter, per salvare Nathan dall'incendio provocato da Flint, si inietta la formula e lo salva volando. Angela confessa a Sylar di non essere sua madre e che aveva intenzione di usarlo come un'arma per l'Impresa, per poi dirgli che conosce i suoi veri genitori, ma in quel momento Claire gli pianta un frammento di vetro nel cervello; la ragazza tenta poi di salvare Meredith, ma la donna perde definitivamente il controllo ed esplode. Mohinder viene recuperato da Tracy mentre Hiro e Daphne distruggono la formula; Matt vede Usutu mentre tre settimane dopo Nathan chiede ad un individuo di poter confinare i soggetti con poteri in una struttura adeguata: l'uomo si rivela essere il Presidente degli Stati Uniti.
- Altri interpreti: Michael Dorn (Presidente degli Stati Uniti).

## Fuggitivi
- Titolo originale: A Clear and Present Danger
- Diretto da: Greg Yaitanes
- Scritto da: Tim Kring

### Trama
Tracy, mentre vede in tv un'intervista di Nathan, viene rapita da alcuni uomini, con indosso alcune tute capaci di resistere al suo potere, inviati proprio dal senatore. Hiro e Ando, tornati a Tokyo, cercano di far diventare quest'ultimo un supereroe, mentre Peter è diventato un paramedico e Claire vive con Angela; la ragazza è certa che Sylar sia ancora vivo e il killer, infatti, ritrova a Baltimora suo padre adottivo Martin. Matt convince Daphne ad avere una vita normale e continua a vedere Usutu mentre Claire, ascoltando una telefonata tra Nathan e Angela, scopre che i prossimi obbiettivi dei rastrellamenti sono Peter e Matt. Martin consegna a Sylar l'indirizzo del suo vero padre, cioè suo fratello, mentre Claire telefona a Peter dicendogli ciò che ha scoperto; il ragazzo sale poi sul taxi di Mohinder, col quale parla della situazione. Sul taxi sale poi il capo dei rapitori, che tenta di catturarlo, ma il genetista fugge, venendo inizialmente aiutato da Noah, che poi però lo riconsegna agli uomini di Nathan. Questi invita Peter a cena, chiedendogli se ha manifestato ancora dei poteri, mentre Usutu dice a Matt che è stato scelto per essere un profeta e, subito dopo, il detective cade in stato di trance e comincia a disegnare. Hiro viene rapito mentre Claire arriva da Matt, mettendolo in guardia, ma proprio in quel momento i due vengono rapiti. Nathan arriva a casa di Peter e, dopo avergli inutilmente chiesto di passare dalla sua parte, lo rapisce assieme a Noah. Sylar arriva a casa di suo padre Samson, ma qui vi trova gli uomini di Nathan, ai quali riesce ad opporsi grazie ai suoi poteri. Ando, grazie al sistema GPS realizzato da Hiro, riesce a localizzarlo mentre Nathan rimanda a casa Claire, che riesce tuttavia a salire sull'aereo che porta via i soggetti con poteri catturati: la ragazza libera Peter e questi, copiando inavvertitamente il potere di Tracy, provoca una falla nell'aereo, che è costretto ad un atterraggio di emergenza.
- Altri interpreti: Željko Ivanek (Emil Danko), Ned Schmidtke (Martin Gray).

## Fiducia e sangue
- Titolo originale: Trust and Blood
- Diretto da: Allan Arkush
- Scritto da: Mark Verheiden

### Trama
Quarantatré ore dopo l'incidente aereo, Nathan, a Washington, descrive al telefono l'incidente; Matt, caduto in trance, guida Mohinder e Hiro mentre Claire e Peter vengono raggiunti da Noah: l'uomo permette al giovane di fuggire per poi assistere alla distruzione dei resti dell'aereo da parte di alcuni caccia. Peter si unisce a Tracy mentre Matt, seguendo Usutu, arriva in una casa e comincia a disegnare. Daphne raggiunge Ando a Tokyo e i due partono alla ricerca di Matt e Hiro mentre Matt e gli altri decidono di tornare all'aereo, poiché il detective ha dipinto il ferimento di Daphne vicino ai resti del velivolo. Luke e la madre Mary, a Newark, rientrano in casa e vi trovano Sylar con l'agente che questi ha rapito mentre Ando e Daphne arrivano sul luogo dell'incidente aereo. Peter spiega a Tracy che ora il suo potere consiste nel copiare i poteri altrui uno alla volta, perdendo quello precedente ad ogni nuova acquisizione, mentre Daphne riesce a recuperare Claire. I sei fuggitivi sono costretti a fuggire a causa dell'attacco di Danko, capo degli uomini di Nathan, mentre Sylar scopre che Luke possiede il potere di emettere microonde. Nathan e Noah convincono Claire ad andarsene; Tracy, subito dopo, telefona al senatore, chiedendogli di cancellare tutte le informazioni su di lei in cambio di Peter. Sylar chiede a Luke informazioni sul padre: l'agente catturato riesce a liberarsi ma Luke, che Sylar riesce a comprendere come un libro aperto, lo uccide coi suoi poteri salvando il killer. I due si recano quindi dal padre di Sylar mentre Peter, copiato il potere del fratello, riesce a fuggire, in quanto Noah non gli spara pur avendolo sotto tiro, mentre Tracy viene ricatturata. Matt e Mohinder si incontrano con Peter, Hiro e Ando e i cinque, guardando i disegni del detective, decidono di unirsi per sgominare gli uomini del governo mentre Claire, a casa, dice alla madre di volersi cercare un lavoro anziché andare al college, per poi ricevere un sms che le chiede di unirsi ai ribelli. Angela, al telefono con Nathan, gli nega il suo aiuto; successivamente il senatore mette sotto custodia dei suoi uomini Tracy. 
- Altri interpreti: Dan Byrd (Luke Campbell).

## Edificio 26
- Titolo originale: Building 26
- Diretto da: Sergio Mimica-Gezzan
- Scritto da: Rob Fresco

### Trama
Noah, per tenerla al sicuro e per non rivelare nulla al resto della famiglia, ordina a Claire di frequentare alcuni corsi al college, mentre i contatti telefonici della ragazza e del ribelle continuano. Danko, ormai a capo degli uomini del governo contro i soggetti con poteri, si scontra di nuovo con Nathan, che vuole che i soggetti gli vengano consegnati vivi e che soprattutto Claire non deve essere toccata. Sylar e Luke vengono rintracciati dagli uomini di Danko mentre Claire, seguendo le richieste del ribelle, mette in guardia Alex, un ragazzo che lavora in una fumetteria, un attimo prima che nel negozio entri Noah, dal quale i due fuggono in auto. Ando e Hiro arrivano in India, seguendo i disegni di Matt, e il primo riesce ad annullare il matrimonio ritratto dal detective mentre nel nucleo di Nathan arriva un'inviata del governo, Abby Collins, che gli ordina di farle incontrare Tracy. Luke confessa a Sylar che suo padre lo ha venduto mentre Abby incontra Tracy riconoscendola e giurando delle conseguenze gravissime per Nathan. Alex confessa a Claire che è capace di respirare sott'acqua e i due fuggono per un pelo agli uomini del governo, mentre Ando viene rapito dal promesso sposo della ragazza che ha incontrato in India. Sylar e Luke entrano in confidenza: il ragazzo gli consegna l'indirizzo del padre e in quel momento entrano, nella locanda in cui si trovano, alcuni uomini del governo, cui Sylar riesce a fuggire lasciando nelle loro mani Luke. Hiro riesce a fermare il matrimonio e a far rilasciare Ando mentre Tracy riesce ad evadere, per poi venire ricatturata subito dopo sotto gli occhi di Abby, che passa dalla parte di Nathan. Claire confessa a Sandra il nuovo progetto cui partecipa Noah mentre Sylar libera Luke. Ando e Hiro ricevono un messaggio dal ribelle, che dice loro di salvare Matt, mentre Noah dice a Claire, che ospita segretamente Alex, che lui e la moglie si sono presi un periodo di separazione. Nathan dice a Danko di sapere che è stato lui a favorire la fuga di Tracy, così da ottenere i fondi che servivano loro, mentre Noah, dopo essere stato narcotizzato, viene portato via da Matt, Mohinder e Peter.
- Altri interpreti: Justin Baldoni (Alex Woolsley), Moira Kelly (Abby Collins), Aarti Mann (Shaila).

## Guerre fredde
- Titolo originale: Cold Wars
- Diretto da: Seith Mann
- Scritto da: Aron Coleite, Joe Pokaski e Christopher Zatta

### Trama
Matt, grazie al suo potere, scopre che cinque settimane addietro Noah si è incontrato con Angela, che gli consiglia di lasciare tutto e di pensare solo a crescere Claire; il detective prosegue nella sua ricerca e scopre che quattro settimane addietro Noah si è incontrato con Nathan, che gli espone il suo progetto per salvare il mondo e gli propone di lavorare per lui data la sua esperienza nell'Impresa. Peter si reca quindi nel magazzino dell'uomo, che però è sorvegliato dalle telecamere di Danko: gli uomini del governo tentano di catturarlo, ma il ragazzo riesce a fuggire mentre Matt continua la sua indagine, scoprendo che tre settimane prima Noah si è incontrato con Mohinder, al quale chiese aiuto; il detective si getta quindi sul genetista e Noah ne approfitta per fuggire, venendo però fermato da Peter. Matt riprende la sua ricerca e scopre l'indirizzo di Danko, che consegna a Peter: nell'appartamento arriva allora Nathan, che convince Peter a non sparare a Danko, mentre Noah confessa a Matt che Daphne è ancora viva e che è nelle mani del governo: il detective scopre che è vero mentre Mohinder trattiene gli uomini del governo, ma sia lui che Matt vengono catturati; Peter, tuttavia, riesce a salvare il detective. Nathan tenta di convincere Mohinder a collaborare mentre Danko fa altrettanto con Noah; questi successivamente si incontra con Angela, che gli dice che Danko non si fida ancora di lui e di non avere riguardi. Matt, infine, nell'appartamento di Isaac, dipinge sé stesso in procinto di compiere un attentato e una Washington in fiamme.

## Smascherato
- Titolo originale: Exposed
- Diretto da: Eric Laneuville
- Scritto da: Adam Armus e Kay Foster

### Trama
Sandra scopre Alex nell'armadio di Claire mentre Danko identifica come obbiettivi principali Matt e Peter, che vengono scovati: i due ricevono la posizione di Daphne dal ribelle, per poi sfuggire per un pelo agli uomini di Danko. Claire confessa alla madre che Alex ha dei poteri e la donna decide di aiutarli mentre Peter, copiato il potere di Matt, entra assieme al detective nell'edificio in cui è rinchiusa Daphne. Sylar e Luke arrivano ai resti della tavola calda in cui, nel 1980, il padre lo vendette mentre Claire e Sandra nascondono Alex da una ispezione degli uomini di Danko. Peter e Matt scoprono che Daphne è stata trasferita ma il ribelle mostra loro il video precedente all'incidente aereo: Peter lo copia e i due decidono di utilizzarlo per scambiarlo con Daphne mentre Matt, per permettere a Peter di scappare, viene catturato. Sylar, recuperando i ricordi della sua infanzia, si ricorda che il padre, dopo averlo venduto, uccise sua madre mentre Nathan si incontra con Angela: subito dopo lo chiama Peter, proponendogli di scambiare il video per Matt e Daphne. Alex e Claire, scappando dagli uomini di Danko, si baciano sott'acqua mentre Danko afferma che lo scambio non avverrà. Allo scambio Noah tenta di avvertire Peter coi suoi pensieri che si tratta di una trappola, ma il ragazzo viene colpito da Danko per poi essere portato via da Nathan; il ragazzo, successivamente, copia il suo potere fuggendo per poi rendere pubblico il video. Sylar ordina a Luke di tornare a casa decidendo inoltre di uccidere suo padre, mentre Danko, dopo aver drogato Matt, gli mette addosso un giubbotto esplosivo per farlo passare come un terrorista. A casa di Claire arriva infine Eric Doyle, che le mostra un messaggio del ribelle secondo il quale lei lo salverà.

## Vite incrociate
- Titolo originale: Shades of Gray
- Diretto da: Greg Beeman
- Scritto da: Oliver Grigsby

### Trama
Claire caccia di casa Eric Doyle, nonostante questi sembri davvero intenzionato a cambiare vita, mentre Nathan raggiunge Matt e Danko dà l'ordine di far detonare la bomba indosso al detective; la bomba non esplode e Matt, leggendo nei pensieri degli artificieri sopraggiunti, suggerisce a Nathan come disattivare la bomba, per poi venir arrestato. Sylar arriva dal padre mentre Tracy viene avvertita dal ribelle che sta per aiutarla e, successivamente, viene interrogata da Danko su Nathan, al quale però non dice niente. Claire trova lavoro nella fumetteria dove lavorava Alex mentre Sylar scopre che lui e il padre sono molto simili sia come potere che come indole. Noah informa Angela dei rischi che Nathan sta correndo scontrandosi con Danko mentre Claire, su richiesta del ribelle, aiuta Doyle. Danko si incontra con Angela, ma la donna riesce a tenergli testa, mentre Sylar, dopo aver sconfitto il padre intenzionato a prendersi il potere curativo preso da Claire, lascia l'uomo alla malattia che lo sta lentamente uccidendo. Nathan riesce a cacciare Danko e a sostituirlo con Noah: il soldato attacca quindi il senatore costringendolo ad usare il suo potere e a fuggire mentre Claire, con l'aiuto del ribelle, fornisce a Doyle una nuova identità. Ando e Hiro, a Los Angeles, volendo salvare Matt finiscono per fare da babysitter ad un neonato omonimo del detective; Sylar arriva a casa di Danko mentre infine Claire viene salvata dal padre Nathan dagli uomini del governo.
- Altri interpreti: John Glover (Samson Gray).

## Tormenta
- Titolo originale: Cold Snap
- Diretto da: Greg Yaitanes
- Scritto da: Bryan Fuller

### Trama
Danko trova in casa sua Eric Doyle immobilizzato mentre Noah si incontra con Angela, che gli consiglia di riguadagnare la fiducia di Danko consegnandogli il ribelle. Danko riesce a imprigionare Mohinder nell'edificio 26 per poi venir convinto da Noah a far cadere il ribelle in una trappola mentre Ando e Hiro scoprono che il piccolo Matt è il figlio del detective e che ha un potere. Angela riesce a sfuggire per un pelo agli uomini del governo mentre il ribelle riesce a far evadere Tracy, Mohinder, Matt e Daphne; Tracy viene quindi raggiunta da Noah, che le chiede il ribelle in cambio della libertà. Matt e Mohinder portano Daphne all'ospedale mentre Janice arriva a casa scoprendo Hiro e Ando e Micah trova Tracy. Angela chiede aiuto ad un'amica per sparire mentre Ando e Hiro si confrontano con Janice spiegandole la situazione: in quel momento arrivano nella casa gli uomini del governo, che portano via Janice, ma Hiro, grazie al tocco del bambino, recupera parzialmente i suoi poteri e blocca il tempo. Dopo il fallito tentativo di teletrasportasi, Hiro conduce Ando (bloccato) e il bambino lontano dalla casa di Janice. Daphne si sveglia e, nonostante le richieste di Matt, fugge di nuovo, mentre Micah raggiunge Tracy rivelandole di essere il ribelle. Angela, braccata dagli uomini del governo, viene salvata da Peter mentre Tracy sacrifica la sua vita per salvare Micah. Ando e Hiro decidono di salvare Matt mentre Daphne, accortasi che il suo risveglio è in realtà un'illusione di Matt, poco dopo si spegne all'ospedale. Peter e Angela, infine, trovano rifugio nella Statua della Libertà.

## Nel rifugio
- Titolo originale: Into Asylum
- Diretto da: Jim Chory
- Scritto da: Joe Pokaski

### Trama
Nathan conduce Claire in Messico per tenerla al sicuro da Danko mentre Peter conduce la madre in una chiesa di New York. Sylar raggiunge Danko proponendogli di collaborare e successivamente questi incarica Noah di catturare Angela. Sylar informa Danko che James Martin, l'uomo che ha ucciso tre suoi agenti, è un mutaforma per poi convincerlo a collaborare pienamente. Claire scopre che il suo potere l'ha resa immune da ogni intossicazione, alcol compreso, mentre Peter e Angela vengono raggiunti dagli uomini del governo, che però Noah riesce a svicolare. Danko e Sylar riescono a fermare James Martin e il killer copia il suo potere grazie all'empatia. Nathan, dopo un iniziale sbandamento, riesce a recuperare la fiducia della figlia; Angela, dopo aver avuto un'altra premonizione, decide di andare a cercare i due assieme a Peter e successivamente di andare dalla sorella mentre Danko e Sylar, sfruttando il cadavere di James Martin, inscenano la morte del killer.

## A viso aperto
- Titolo originale: Turn and Face the Strange
- Diretto da: Jeannot Szwarc
- Scritto da: Rob Fresco e Mark Verheiden

### Trama
Matt saluta Mohinder, che intende ripartire per l'India mentre il detective vuole vendicarsi per la morte di Daphne su Danko, mentre Noah, che non è convinto che il cadavere mostratogli da Danko sia davvero Sylar, riceve la visita di Sandra, che gli impone di ritrovare Claire. Angela comunica a Noah che lei e la sua famiglia si stanno recando in un posto chiamato Coyote Sands, che l'uomo conosce di fama, mentre Mohinder, tornato al suo appartamento, trova la roba che suo padre ha lasciato in cantina. Noah trova conferma ai suoi sospetti mentre Matt induce Danko a svelargli la posizione dei suoi cari. Sandra dice a Noah di non amarlo più portandogli le carte per il divorzio, ma la donna è in realtà Sylar, cosa che Noah scopre poco dopo. Matt mostra alla donna che Danko va a trovare tutte le menzogne del soldato mentre Hiro chiama Mohinder, che gli dice dove si trova Matt. Mohinder scopre che anche suo padre ha lavorato a Coyote Sands in una ricerca scientifica del governo mentre Noah attacca la moglie credendo che si tratti di Sylar. Matt, grazie alla donna, arriva a casa di Danko e gli fa confessare tutte le sue malefatte: il soldato approfitta di un attimo di debolezza del detective per sparargli, ma Hiro lo salva e lo porta via. Noah riesce ad ingannare Danko costringendolo a portargli la testa di Sylar mentre Hiro e Ando mostrano a Matt suo figlio. Noah, tentando di smascherare Sylar, crede di uccidere un innocente: in realtà il killer si riprende poco dopo, ma Noah è comunque costretto a fuggire. Nathan, Peter, Angela e Claire arrivano a Coyote Sands: il gruppo comincia quindi a scavare, trovando molti resti umani, per poi essere raggiunto da Noah.

## 1961
- Titolo originale: 1961
- Diretto da: Adam Kane
- Scritto da: Aron Eli Coleite

### Trama
Angela ricorda come nel 1961 lei e la sua famiglia furono condotti a Coyote Sands, dove conobbe alcuni futuri membri dell'Impresa, dicendo poi al figlio che la sua famiglia è morta in quel luogo e che ha intenzione di impedire che la storia si ripeta; la donna poi comunica di aver sognato la sorella Alice e che è necessario trovare il suo corpo. Peter decide di non aver a che fare di nuovo con l'Impresa e se ne va, venendo seguito dal fratello, mentre Angela ricorda della paura che instillava in lei Chandra Suresh; subito dopo si scatena una bufera, come sognato dalla donna, mentre Mohinder, giunto a Coyote Sands, trova Noah e gli consegna il fascicolo del padre. Angela si mette alla ricerca della sorella e scompare, così che il gruppo si mette alla sua ricerca. Noah mette al corrente Nathan della collaborazione tra Danko e Sylar mentre Angela viene raggiunta dalla sorella: la donna spiega di averle mentito la notte in cui si separarono e Alice reagisce rabbiosamente per poi andarsene. Peter consegna a Mohinder il nastro con le registrazioni del padre e il genetista decide di rimanere a Coyote Sands per continuare a investigare, mentre Sylar, assunto l'aspetto di Nathan, tiene una conferenza stampa a Washington. 
- Altri interpreti: Diana Scarwid (Alice Shaw).
- Curiosità: nell'episodio si scopre che il cognome da nubile di Angela era Shaw e che il potere di sua sorella era il controllo degli agenti atmosferici, mentre quello di Charles Deveaux era la persuasione. Il padre di Angela, invece, era capace di emettere campi di forza dalle mani.

## Sono Sylar
- Titolo originale: I'm Sylar
- Diretto da: Allan Arkush
- Scritto da: Adam Armus e Kay Foster

### Trama
Sylar scopre che il potere di mutare aspetto ha degli effetti collaterali mentre Matt informa Janice che ha lui il bambino, rifiutandosi di dire ad Ando e Hiro dove si trova l'edificio 26 per tenerli al sicuro. Sylar, usando l'aspetto dell'agente Taub, un uomo di Danko, raggiunge Tom Miller, un uomo capace di disintegrare gli oggetti, e gli prende il suo potere, lasciando poi un messaggio agli uomini di Danko. Sylar chiede quindi aiuto a Danko per uscire dalla crisi di identità che lo sta affliggendo mentre Hiro e Ando, elaborato un piano per arrivare all'edificio 26, scoprono che Ando non risente più del potere dell'amico, per poi far in modo che questi venga catturato. Sylar, durante una retata con Danko, raggiunge Micah, per poi spacciarsi per lui e farlo fuggire, mentre Ando e Hiro sfuggono agli uomini di Danko. Sylar, seguendo il consiglio di Micah, prende l'aspetto di Nathan mentre Matt, riportato il figlio a Janice, si accorge che la casa è sorvegliata. Nathan, assistito al messaggio di Sylar, decide di fermarlo, venendo seguito dal fratello; l'uomo raggiunge il suo ufficio e, un attimo prima che Sylar lo uccida, Danko lo mette fuori gioco mentre anche Mohinder, Angela, Noah e Claire vengono catturati. Matt riesce a salvare la sua famiglia, Hiro, tentando di usare i suoi poteri, perde sangue mentre Sylar, colpito alla nuca da Danko, riesce a rialzarsi subito dopo.
- Altri interpreti: Gabriel Olds (Taub), Clint Howard (Tom Miller).

## Il filo invisibile
- Titolo originale: An Invisible Thread
- Diretto da: Greg Beeman
- Scritto da: Tim Kring

### Trama
Angela sogna Nathan in difficoltà mentre Noah poco dopo mette in salvo lei e Claire dagli uomini di Danko. Sylar dice a Danko che il potere di mutare forma gli ha consentito di spostare il suo punto debole dietro la nuca, per poi assumere l'aspetto di Danko e far ricadere su di lui la colpa della morte di un suo agente. Angela va a cercare Matt mentre invia Claire da Nathan; la ragazza giunge nell'ufficio del padre venendo ingannata da Sylar, che ne ha assunto l'aspetto, mentre Danko viene incarcerato assieme a Noah. Nathan si riprende e viene raggiunto da Peter mentre Hiro, usando i suoi poteri, libera tutti i detenuti dell'edificio 26: Mohinder lo visita e gli dice che non deve più usare i suoi poteri; il ragazzo salva poi Noah da Danko avvertendo poi un malore. Sylar rivela il suo aspetto a Claire per poi chiamare Noah mentre Peter e Nathan arrivano da Sylar e il killer riesce ad uccidere il senatore. Angela convince Matt a collaborare con lei mentre Noah raggiunge Peter e Claire; Angela e Matt trovano quindi Nathan mentre Peter assorbe tutti i poteri di Sylar e fingendosi grazie al potere di cambiare forma, il Presidente, riesce a sconfiggerlo. Matt, usando il suo potere, fa in modo che Sylar dimentichi il suo passato e diventi Nathan mentre sei settimane dopo Tracy riappare uccidendo alcuni agenti del governo mentre Sylar, sempre impersonando Nathan, sembra recuperare parte delle sue abilità.